# Shawne Merriman
Shawne DeAndre Merriman (25 de maio de 1984, Washington, D.C.) é um ex-jogador de futebol americano que jogava na posição de Linebacker na National Football League.
Ele anunciou sua aposentadoria do futebol americano em março de 2013.